# Karrivaara
Karrivaara är en kulle i Finland. Den ligger i Rovaniemi i landskapet Lappland, i den norra delen av landet, 800 km norr om huvudstaden Helsingfors. Toppen på Karrivaara är 175 meter över havet.
Terrängen runt Karrivaara är platt.Runt Karrivaara är det mycket glesbefolkat, med 2 invånare per kvadratkilometer.